# Витебскэнерго
Витебское республиканское унитарное предприятие электроэнергетики «Витебскэнерго», РУП «Витебскэнерго» (бел. Віцебскае рэспубліканскае ўнітарнае прадпрыемства электраэнергетыкі «Віцебскэнерга») — государственное предприятие, управляющее хозяйственной деятельностью электроэнергетического комплекса Витебской области Республики Беларусь. Осуществляет электро- и теплоснабжение потребителей Витебска и Витебской области. Входит в состав государственного производственного объединения «Белэнерго».

## История
1 января 1963 года на базе областных электрических сетей было создано районное управление энергетики и электрификации Витебской области. С развитием энергетики и дальнейшим объединением электрического хозяйства области функции и задачи районного управления расширяются. В 1989 году с включением в состав Лукомльской ГРЭС и Новополоцкой ТЭЦ, РЭУ «Витебскэнерго» преобразовано в Производственное объединение энергетики и электрификации, а с 2000 года — в Республиканское унитарное предприятие «Витебскэнерго».

## Деятельность
Основные направления деятельности:
- производство, передача и распределение электрической и тепловой энергии;
- поддержание в надлежащем состоянии электростанций, электрических и тепловых сетей;
- оперативно-диспетчерское управление технологическим процессом производства и поставок электроэнергии;
- технический надзор за состоянием электростанций и сетевых объектов РУП «Витебскэнерго»;
- организация работ, обеспечивающих сбалансированное развитие Витебской энергосистемы;
- животноводство, растениеводство, добыча торфа.

## Структура
Включает в себя филиалы, действующие на территории Витебской области:
- Лукомльская ГРЭС
- Новополоцкая ТЭЦ
- Витебская ТЭЦ
- Оршанская ТЭЦ
- Полоцкая ТЭЦ
- Белорусская ГРЭС
- Витебские тепловые сети
- Витебские электрические сети
- Полоцкие электрические сети
- Оршанские электрические сети
- Глубокские электрические сети
- Энергосбыт
- Витебскэнергоспецремонт
- Учебный центр
- Весна-энерго
- Тепличный
- Центр физкультурно-оздоровительной работы

## Производство
Установленная электрическая мощность Витебской энергосистемы, крупнейшей в Республике Беларусь, на 01.01.2016 г.— 3331,27 МВт, что составляет более 37% мощности всех электростанций, входящих в состав ГПО «Белэнерго». Удельный расход топлива на отпуск электроэнергии в 2014 году составил 284,4 г/кВт∙ч, в 2015 – 271,1 г/кВт∙ч. Удельный расход топлива на отпуск тепловой энергии в 2014 году составил 165,72 г/кВт∙ч, в 2015 – 165,87 г/кВт∙ч. В энергосистеме работают 7 малых ГЭС общей мощностью 2,86 МВт. Энергосистема эксплуатирует 6 электростанций и 2 мини-ТЭЦ, более 900 км тепловых сетей, более 50 тыс. км электрических сетей всех уровней напряжений. Производство электрической энергии составляет 12–15 млрд кВт∙ч в год, отпуск тепловой энергии 5–6 млн. Гкал. В системе работает более 10 тысяч человек.